# 莊偉建
莊偉建（英語：Chong Wai Kin、1958年—）；香港前電視劇監製，前無綫電視監製兼戲劇製作部經理。

## 簡歷
莊偉建於1978年加入麗的電視及其後的亞洲電視，為多部劇集擔任片頭設計，後擔任編導至1985年開始擔任監製，1989年轉投無綫電視。著名作品包括經典武俠劇的《武林啟示錄之風之刀》、時裝劇的《天倫》，和淒美愛情戲劇的《楊貴妃》等等。
2019年5月，莊偉建離開工作達30年的無綫電視，《包青天再起風雲》為其告別作。

## 特色
莊偉建所監製作品與編審如葉天成、蔡淑賢等合作較多。

## 監製列表

### 作品列表（亞洲電視）
| 首播   | 劇名           |
| 1985年 | 十兄弟         |
| 1985年 | 魅力九龍塘     |
| 1986年 | 阿水先生       |
| 1986年 | 冒險家樂園     |
| 1986年 | 清末四大奇案   |
| 1986年 | 時光倒流七十年 |
| 1987年 | 大銅鑼         |
| 1987年 | 鐵血藍天       |
| 1988年 | 愛火奔流       |
| 1988年 | 賽金花         |

### 作品列表（無線電視）
| 首播   | 劇名                 | 合作演員                                                                                       |
| 1990年 | 劍魔獨孤求敗         | 黃日華、邵美琪、文雪兒、吳岱融、蔡嘉利、劉家輝、羅樂林、李麗麗                                 |
| 1990年 | 玉面飛狐             | 吳岱融、李婉華、歐瑞偉、李家聲、羅慧娟、王 偉                                                  |
| 1991年 | 打工貴族             | 楊寶玲、黃秋生、羅慧娟、郭富城、許志安、麥翠嫻、邵美琪、林 利、駱應鈞                          |
| 1991年 | 鐵血男兒             | 關禮傑、黃秋生、梁藝齡、劉錫明、楊美儀、歐瑞偉、楊得時、李成昌                                 |
| 1991年 | 怒劍嘯狂沙           | 關禮傑、周海媚、汪明荃、羅家英、李家聲、劉玉翠、羅樂林、歐瑞偉                                 |
| 1992年 | 武林幸運星           | 周慧敏、溫兆倫、梅小惠、胡越山、呂有慧、崔嘉寶、黃一飛、駱應鈞                                 |
| 1992年 | 風之刀               | 郭富城、梁小冰、蔡少芬、袁潔瑩、林文龍、梁家仁、郭政鴻、李成昌                                 |
| 1993年 | 天倫                 | 關禮傑、黎 姿、郭藹明、林嘉華、邵仲衡、蔡少芬、鍾淑慧、林其欣、張 翼、顧美華                   |
| 1994年 | 射鵰英雄傳之南帝北丐 | 鄭伊健、魏駿傑、黃小燕、陳加玲、陳慧儀、黎耀祥、王 偉、李成昌                                  |
| 1994年 | 烈火狂奔             | 郭富城、黎 姿、袁潔瑩、王書麒、鄭浩南、吳詠紅、黃錦燊、韓馬利                                  |
| 1995年 | 包青天               | 狄 龍、黃日華、廖啟智、黃文標、李煌生、李耀敬、戴少民                                          |
| 1996年 | 殭屍福星             | 元 華、張國強、蘇玉華、陳曉東、譚小環、楚 原、胡 楓、曹 眾                                     |
| 1997年 | 孝感動天             | 羅嘉良、魏駿傑、蔡少芬、郭政鴻、劉 江、羅樂林、光 毅、關海山                                   |
| 1997年 | 男人四十打功夫       | 元 華、陳妙瑛、吳毅將、容錦昌、楊玉梅、楊 羚、羅 蘭、陳曼娜                                    |
| 1998年 | 缘来没法挡           | 林家棟、袁潔瑩、黎耀祥、關寶慧、何寶生、梁詠琳、趙靜儀                                         |
| 1999年 | 金玉滿堂             | 歐陽震華、陳妙瑛、江 華、陳松伶、郭晉安、梁藝齡、雪 妮、朱健鈞                                 |
| 2000年 | 撻出愛火花           | 謝霆鋒、元 華、梁藝齡、張燊悅、劉愷威、歐倩怡、李珊珊、韋家雄、林其欣、洪天明                  |
| 2000年 | 楊貴妃               | 江 華、向海嵐、郭少芸、吴美珩、廖啟智、曾偉權、袁彩雲、馮曉文、阮兆祥、梁舜燕                  |
| 2001年 | 倚天屠龍記           | 吳啟華、黎 姿、佘詩曼、陳采嵐、張兆輝、江希文、江欣燕、滕麗名、劉松仁、米 雪、駱應鈞           |
| 2001年 | 尋秦記               | 古天樂、江 華、林 峯、宣 萱、郭羨妮、滕麗名                                                    |
| 2002年 | 彩色世界             | 林保怡、宣 萱、滕麗名、譚小環、鄧浩光、唐文龍、曹永廉、劉綽琪、張英才、雪 妮                   |
| 2002年 | 駁命老公追老婆       | 方中信、郭羨妮、陳 豪、謝天華、袁彩雲、湯盈盈、唐 寧、揚 明、李家聲、夏 萍                     |
| 2003年 | 智勇新警界           | 林保怡、郭可盈、馬德鐘、陳浩民、楊 怡、姚瑩瑩                                                  |
| 2003年 | 牛郎織女             | 溫兆倫、郭羨妮、歐錦棠、唐 寧、劉玉翠、廖啟智、艾 威、湯盈盈、羅 蘭、劉 江                     |
| 2004年 | 大唐雙龍傳           | 林 峯、吳卓羲、楊 怡、唐 寧、胡定欣、李 倩                                                     |
| 2005年 | 老婆大人             | 宣 萱、陳錦鴻、唐詩詠、王 傑、鄧健泓、李思捷、盧海鵬、袁彩雲、李詩韻、陳思齊、駱應鈞           |
| 2005年 | 奪命真夫             | 林保怡、蘇玉華、溫兆倫、伍詠薇、楊婉儀、歐倩怡、曾偉權、郭 峰、韓馬利、梁舜燕                  |
| 2005年 | 佛山贊師父           | 元 彪、邵美琪、梁家仁、郭政鴻、李思欣、洪天明、李詩韻、胡諾言、元 華、歐瑞偉                   |
| 2006年 | 鳳凰四重奏           | 佘詩曼、馬德鐘                                                                                 |
| 2007年 | 凶城計中計           | 陳錦鴻、謝天華、廖碧兒、岳 華、湯盈盈、許紹雄、李思欣、曾偉權、姚樂怡、蔡子健                  |
| 2007年 | 亂世佳人             | 胡杏兒、吳卓羲、陳錦鴻、唐 寧、曹敏莉、劉 丹、石 修、譚小環、盧宛茵、李思欣                    |
| 2008年 | 和味濃情             | 陶大宇、蘇玉華、廖碧兒、秦 沛、滕麗名、楊天經、惠英红、駱應鈞、王樹熹、韋家雄                  |
| 2008年 | 原來愛上賊           | 劉松仁、馬德鐘、陳玉蓮、陳法拉、李思捷、麥長青、李家聲、陳敏之                                 |
| 2009年 | 老婆大人II           | 宣 萱、陳錦鴻、許紹雄、滕麗名、唐詩詠、李思捷、駱應鈞、黃智雯                                  |
| 2009年 | 富貴門               | 呂良偉、羅嘉良、馬德鐘、袁詠儀、郭可盈、戚美珍、薛家燕、馬國明、陳敏之、許紹雄、劉兆銘         |
| 2011年 | 魚躍在花見           | 張智霖、謝天華、胡杏兒、劉松仁、楊 怡、呂有慧、敖嘉年、盧宛茵                                  |
| 2011年 | 潛行狙擊             | 謝天華、黃宗澤、陳法拉、徐子珊、劉松仁、張國強、江美儀、黃智賢、郭政鴻、黃智雯                 |
| 2011年 | 萬凰之王             | 宣 萱、胡杏兒、陳錦鴻、黃淑儀、胡定欣、陳山聰、張國強、江美儀、馬 賽                           |
| 2012年 | 名媛望族             | 劉松仁、陳玉蓮、楊 怡、馬國明、吳卓羲、朱晨麗、韓馬利、江美儀、王浩信、黃智賢、馬 賽           |
| 2013年 | 情逆三世緣           | 歐陽震華、關詠荷、敖嘉年、黃智雯、黃智賢、郭政鴻、朱晨麗                                       |
| 2014年 | 點金勝手             | 黃宗澤、徐子珊、陳敏之、胡定欣、黃智賢、江美儀、梁靖琪、歐陽靖                                 |
| 2015年 | 華麗轉身             | 汪明荃、鍾嘉欣、劉松仁、方力申、岑麗香、米 雪、王君馨、王梓軒、黃子恆、黃嘉樂                  |
| 2017年 | 味想天開             | 洪永城、蔡思貝、黃子恆、朱晨麗、何雁詩、蔣志光、李國麟、韓馬利、肥 媽、梁靖琪                  |
| 2018年 | 天命                 | 陳展鵬、李施嬅、譚俊彥、唐詩詠、姚子羚、陳山聰、張國強、張頴康、何廣沛、何雁詩                 |
| 2019年 | 包青天再起風雲       | 譚俊彥、曹永廉、胡定欣、姚子羚、陳凱琳、張振朗、胡諾言、傅嘉莉、張秀文、龔嘉欣、湯洛雯、張頴康 |

## 曾常用演員
只計在任監製時期（2000年代），含參與客串，*代表該藝人已退出TVB或已逝世
- 8部：
  - 張國強

7部：
  - 黃子恆

6部：
  - 梁舜燕*

5部：
  - 宣萱*

4部：
  - 胡定欣、劉松仁*、李施嬅*、江美儀、黃智賢

3部：
  - 陳敏之、朱晨麗、關禮傑*、黃智雯、蔡少芬*

2部：
  - 譚俊彥、姚子羚、何雁詩*、陳山聰、張頴康、胡諾言、陳自瑤、梁靖琪*、黃宗澤*、徐子珊*、郭政鴻*、敖嘉年*、楊怡*、馬賽*、謝天華*、胡杏兒*、馬國明、曾偉權*、黃心穎*

## 獎項
- 萬千星輝頒獎典禮2011 - 最佳劇集《潛行狙擊》

## 外部連結
- 莊偉建新浪微博 （页面存档备份，存于）